# بوسکونرو
بوسکونرو (به ایتالیایی: Bosconero) یک کومونه در ایتالیا است که در استان تورین واقع شده‌است.

## خصوصیات
بوسکونرو ۱۱٫۱ کیلومترمربع مساحت و ۳٬۱۰۱ نفر جمعیت دارد و ۲۳۹ متر بالاتر از سطح دریا واقع شده‌است.